# Джейкоб Фестус Аде Аджаї
Дже́йкоб Фе́стус А́де Аджа́ї (26 травня 1929, Іколе-Екіті, нині штат Екіті — 9 серпня 2014, Ібадан, Ойо) — нігерійський історик, бакалавр мистецтва та доктор філософії.
Головними напрямками його наукових досліджень були загальні проблеми історії колоніалізму в Африці, діяльність християнських місій в Нігерії, історичні витоки, форми та методи антиколоніальної боротьби. Головний редактор 6-го тому «Загальної історії Африки» (проект ЮНЕСКО), головний редактор «Ібаданської історичної серії» — серії книг з історії Нігерії та Африки, редактор «Журналу історії суспільства Нігерії» (Journal of the Historical Society of Nigeria).

## Життєпис
Аджаї народився в Іколе-Екіті 26 травня 1929 року, почав навчатися в школі Святого Павла у віці п'яти років. Потім пішов до центральної школи Екіті (тепер школа Христа Адо Екіті). Почувши від друга про коледж Ігбобі в Лагосі, він вирішив випробувати щастя й подав заявку. Після цього він вступив до коледжу та, отримавши стипендію від місцевої влади Іколе Екіті, поїхав до Лагоса для отримання середньої освіти. Після закінчення навчання в Ігбобі він вступив до університету Ібадан, де мав вибирати між історією, латинською чи англійською мовами, щоб отримати ступінь. Він вибрав історію. 
У 1952 році Аджаї виїхав за кордон і навчався в Лестерському університеті під керівництвом професора Джека Сіммонса, історика, який отримав освіту в Оксфорді. У 1956 році він одружився з Крісті Аде Аджаї, уродженою Мартінс.  Після закінчення навчання він був науковим співробітником Інституту історичних досліджень у Лондоні з 1957 по 1958 рік. Пізніше він повернувся до Нігерії та приєднався до історичного факультету Ібаданського університету.
В 1957-58 роках працював науковим співробітником Інституту історичних досліджень в Лондоні, в 1958-72 роках викладав історію в Ібаданському університеті, в 1972-78 роках проректор Лагоського університету, з 1978 року професор мистецтва Ібаданського університету. В 1978-85 роках президент Міжнародного конгресу африканських досліджень.
У 1993 році Аджаї був нагороджений «Нагородою видатного африканіста» від Асоціації африканських досліджень.  У 1994 році він став почесним членом Лондонського університету SOAS.  9 серпня 2014 року він помер у віці 85 років і був похований у рідному Іколе Екіті. 